# Балдано Намжил Гармайович
Намжил Гармайович Балдано́ (20 жовтня 1907, Оронгой — 1984) — бурятський радянський драматург, актор, режисер; член Спілки письменників СРСР з 1934 року.

## Біографія
Народився 20 жовтня 1907 року в улусі Оронгої Іволгінського аймака, Забайкальської області Російської імперії (нині Іволгинський район Бурятії, Росія). 1932 року закінчив Бурятський технікум мистецтв у Верхньоудинську.
У 1932—1946 роках — актор та режисер Бурят-Монгольського музично-драматичного театру (у 1944—1946 роках — директор та художній керівник). Член ВКП(б) з 1940 року. Протягом 1940—1941 років заочно навчався у Літературному інституті імені Максима Горького у Москві. У 1950—1952 роках — директор та головний режисер Бурят-Монгольського драмтеатру.
Був головою Спілки радянських письменників Бурят-Монгольської АРСР з 1954 року, головою Республіканського комітету захисту миру, членом Радянського комітету захисту миру. Тричі обирався депутатом Верховної Ради Бурятської АРСР (у 1959—1967 роках — її Голова). Помер у 1984 році.

## Творчість
Зіграв ролі: Яго («Отелло» Вільяма Шекспіра), Президент («Підступність і кохання» Фрідріха Шиллера), Берест («Платон Кречет» Олександра Корнійчука) та інші.
Драматургічну діяльність розпочав у 1930. Автор п'єс:
- «Куркуль і підкуркульник» (1930);
- «Прорив» (1932);
- «Хто він?» (1933);
- «Один з багатьох» (1935; про становлення радянської влади в Бурятії);
- «Двоє друзів» (1936);
- «Ержен» (1940; про дружбу народів);
- «Енхе-Булат батор» (1940);
- «Рибалки Байкалу» (1942);
- «Бабжа-Барас батор» (1943).
- «Баянгол» (1947; про трудове піднесення колгоспу, села);
- «Біля витокыв джерела» (1949);
- «Полум'я» (1953);
- «Забайкальська бувальщина» (1957, у співавтортві з Семеном Метелицею);
- «Крила міцніють у польоті» (1963);
- «Степовий сокіл» (1971).

Написав лібретто опери «Побратими» (1958), балетів «Світло над долиною» (1956), «Красуня Ангара» (1958), поставлених у Бурятському театры опери та балету. Склав зведений текст епосу «Гесер», виданого у 1959 році. Переклав п'єсу Олександра Корнійчука «Платон Кречет».

## Відзнаки
- Нагороджений орденами: Жовтневої Революції[1], Трудового Червоного Прапора, «Знак Пошани»;
- Почесні звання: Народний артист Бурятської АРСР (1938), Заслужений діяч мистецтв РРФСР (31 жовтня 1940)[1], Народний письменник Бурятської АРСР (1973)[1].